# Línea 20 (Córdoba)
La Línea 20 es una línea de transporte urbano de pasajeros de la ciudad de Córdoba, Argentina. El servicio está actualmente operado por la empresa TAMSE.
Anteriormente el servicio de la línea 20 era denominada como Línea A desde 2002 por Ciudad de Córdoba, hasta que el 1 de marzo de 2014, por la implementación del nuevo sistema de transporte público, la línea A se fusiona como 20 operado por la misma empresa, el 31 de Julio del mismo año Ciudad de Córdoba deja de prestar servicio los corredor 2 y 7 y pasan a manos al ERSA Urbano donde esta operó hasta el 1º de marzo de 2024, pasando a ser operado junto con el corredor 7 por TAMSE actualmente.

## Recorrido
Desde Cno. San Carlos hasta B° Santa Cecilia.  
 Servicio diurno y nocturno.
Ida: De Punta de Línea San Pablo – Calle Publica N° 1 – Ferreyra De Roca – Armando Sica – por esta – Onofrio Palamara – Manuel Reyna – Ramón Villafañe – Armando Sica – Ricardo López Cabrera – Avenida Pablo Ricchieri – Pedro José de Parras – Abreu de Figueroa – Cnel. José Javier Díaz – Av. Rogelio Nores Martínez – Av. Cruz Roja Argentina – Maestro Marcelo López – Ing. Medina Allende – Haya de la Torre – Bv. De la Reforma – Los Nogales – Av. Concepción Arenal – Av. Hipólito Yrigoyen – Túnel Plaza España – Bv. Chacabuco – Bv. Arturo Illia – Bv. San Juan – Mariano Moreno – Rodríguez Peña – Av. Colón – Av. Santa Fe – Av. Castro Barros – Av. Monseñor Pablo Cabrera – Bv. Lorenzo Suarez de Figueroa – Alonso de Cámara – Fray Luis Beltrán – Santiago Baravino – Roberto Cayol – Lino Spilimbergo – Enrique Borla – hasta Obispo Manuel Mercadillo.
Regreso: Enrique Borla y Obispo Manuel Mercadillo – Enrique Borla – Manuel Gutiérrez de la Concha – Pablo Gauguin – Lino Spilimbergo – Roberto Cayol – Santiago Baravino – Fray Luis Beltrán – Av. Monseñor Pablo Cabrera – Av. Castro Barros – Av. Santa Fe – Av. Colón – Av. Emilio Olmos – Salta – Obispo Salguero – Av. Poeta Lugones – Plaza España – Av. Hipólito Yrigoyen – Av. Concepción Arenal – Los Nogales – Bv. De la Reforma – Haya de la Torre – Ing. Medina Allende – Maestro Marcelo López – Cruz Roja Argentina – Av. Ciudad de Valparaíso – Cnel. José Javier Díaz – Av. Pablo Ricchieri – Ramón Villafañe – Manuel Reyna – Onofrio Palamara – Armando Sica – Ferreyra de Roca – Calle Publica N°1 hasta Punta de Línea San Pablo.